# Serra de l'Olleret
La Serra de l'Olleret és una serra a cavall dels termes municipals de Castellterçol i de Granera, a la comarca del Moianès.

La Serra de l'Olleret, respecte del terme de Granera

Està situada a l'extrem de ponent del terme de Castellterçol i en el nord-oest del de Granera. La Trona és el seu extrem oriental i el Coll de la Baga del Miracle l'occidental. A la part occidental, bastant a prop del Coll de la Baga del Miracle, es troben les restes de la masia de l'Olleret.